# Alpaida itapua
Alpaida itapua är en spindelart som beskrevs av Levi 1988. Alpaida itapua ingår i släktet Alpaida och familjen hjulspindlar.
Artens utbredningsområde är Paraguay. Inga underarter finns listade i Catalogue of Life.